# Pobiedziska (gemeente)
De gemeente Pobiedziska is een stad- en landgemeente in de Poolse woiwodschap Groot-Polen, in powiat Poznański.
De zetel van de gemeente is in Pobiedziska.
Op 30 juni 2005 telde de gemeente 16214 inwoners.

## Oppervlakte gegevens
In 2002 bedroeg de totale oppervlakte van gemeente Pobiedziska 189,27 km², waarvan:
- agrarisch gebied: 61%
- bossen: 24%

De gemeente beslaat 9,96% van de totale oppervlakte van de powiat.

## Demografie
Stand op 30 juni 2005:
| eenheid  | aantal | %   | aantal | %    | aantal | %                              |    |    |      |      |      |      |
| inwoners | 16214  | 100 | 8227   | 50,9 | 7987   | bevolkingsdichtheid (inw./km²) | 86 | 86 | 42,9 | 42,9 | 41,3 | 41,3 |

In 2002 bedroeg het gemiddelde inkomen per inwoner 1278,37 zł.

## Administratieve plaatsen (sołectwo)
Bednary, Biskupice, Bociniec, Borowo-Młyn, Główna, Góra, Jankowo, Jerzykowo, Kocanowo, Kociałkowa Górka, Kołata, Latalice, Łagiewniki, Podarzewo, Polska Wieś, Pomarzanowice, Promno, Stęszewko, Wagowo, Węglewo, Wronczyn, Złotniczki.
Zonder de status sołectwo : Bugaj, Czachurki, Gołunin, Jerzyn, Kowalskie, Krześlice, Pruszewiec, Stara Górka, Tuczno, Uzarzewo-Huby, Wójtostwo, Zbierkowo.

## Aangrenzende gemeenten
Czerniejewo, Czerwonak, Kiszkowo, Kostrzyn, Łubowo, Murowana Goślina, Nekla, Swarzędz